# شانون سكوت
شانون سكوت (21 ديسمبر 1992 في الولايات المتحدة - ) (بالإنجليزية: Shannon Scott)‏ هو لاعب كرة سلة أمريكي في مركز هجوم خلفي. لعب مع Raptors 905 ‏.

## وصلات خارجية
- شانون سكوت على موقع سبورتس رفرنس (الإنجليزية)
- شانون سكوت على موقع كرة السلة الأوروبية.كوم (الإنجليزية)
- شانون سكوت على موقع DraftExpress.com (الإنجليزية)
- شانون سكوت على موقع إي إس بي إن.كوم (الإنجليزية)
- شانون سكوت على موقع كلية كرة السلة في سبورتس رفرنس.كوم (الإنجليزية)
- شانون سكوت على موقع ريلجم (الإنجليزية)
- شانون سكوت على موقع بروبوليرز (الإنجليزية)
- شانون سكوت على موقع سبورتس رفرنس (الإنجليزية)
- شانون سكوت على موقع سبورتس رفرنس (الإنجليزية)